# Ангелн
Ангелн (немски Angeln, датски Angel, латински Anglia) e полуостров в Германия, в областта Шлезвиг-Холщайн.
На юг Ангелн е отделен от съседния полуостров Швансен чрез фиорда Шлай, а на север от датския остров Алс – чрез Фленсбургския фиорд.
Думата „ангелн“ означава кука, полуостров, ъгъл и произхожда от индоевропейския корен, от който произлиза и думата онгъл (ъгъл). От етнонима на обитаващото Ангелн в първите векове на нашата ера германско племе англи произлиза името Англия.
Най-големият град в Ангелн е Капелн на Шлай, а други населени места са Зюдербраруп, Гелтинг, Глюксбург и Арнис – най-малкият град в Германия.

## История
В 5-6 век англите заедно с ютите и част от саксонците мигрират на остров Великобритания. За 449 година в Англосаксонската хроника пише: „От Англия, която оттогава е пустиня между ютите и саксонците, дойдоха източните англи, средните англи, мърсийците и всички тези на север от Хъмбър.“ Фразата „на север от Хъмбър“ се отнася за северното кралство Нортумбрия. Мерсия се е намирала в Централна Англия.

## Езици
Най-важните езици в Ангелн са долнонемски (нем. Niederdeutsch) и датски. Старият диалект англо-датски замира през 19 век, но се е запазил в много наименования на местности.